# Streekpad Noardlike Fryske Wâlden
Het Streekpad Noardlike Fryske Wâlden (SP 20) is een streekpad met een lengte van 165 km dat in grote lijnen een lus vormt tussen Dokkum en Drachten. Het pad werd op donderdag 12 april 2018 officieel geopend. Het pad wordt beheerd door Wandelnet. 
Vanaf Bergum worden, met de klok mee, onder andere de volgende (grotere) plaatsen aangedaan:
- Bergum (Fries: Burgum);
- Hardegarijp (Hurdegaryp, station Hurdegaryp);
- Veenwoudsterwal (Feanwâldsterwâl, station Feanwâlden);
- Giekerk (Gytsjerk);
- Damwoude (Damwâld);
- Kollum;
- Buitenpost (Bûtenpost, station Buitenpost);
- Twijzel (Twizel);
- Eestrum (Jistrum);
- Kootstertille (Koatstertille);
- Surhuizum (Surhuzum);
- Surhuisterveen (Surhústerfean);
- Boelenslaan (Boelensloane);
- Rottevalle (Rottefalle);
- Oostermeer (Eastermar);
- Opeinde;
- Oudega (Aldegea);
- Eernewoude (Earnewâld);
- Suameer (Sumar);
- Zwaagwesteinde (De Westereen, station De Westereen).

De route is gemarkeerd met de standaard geel-rode markeringen en in beide richtingen in een gidsje beschreven. Op een aantal trajecten is voorzien in een alternatieve route, waar de hoofdroute tijdens het broedseizoen gesloten is, waar op de hoofdroute honden niet zijn toegestaan, of waar de hoofdroute gebruik maakt van een veer dat niet steeds in de vaart is. 
In de gids zijn wel horeca-gelegenheden en bushaltes opgenomen, doch geen winkels en slechts enkele overnachtingsadressen. 

## Afbeeldingen

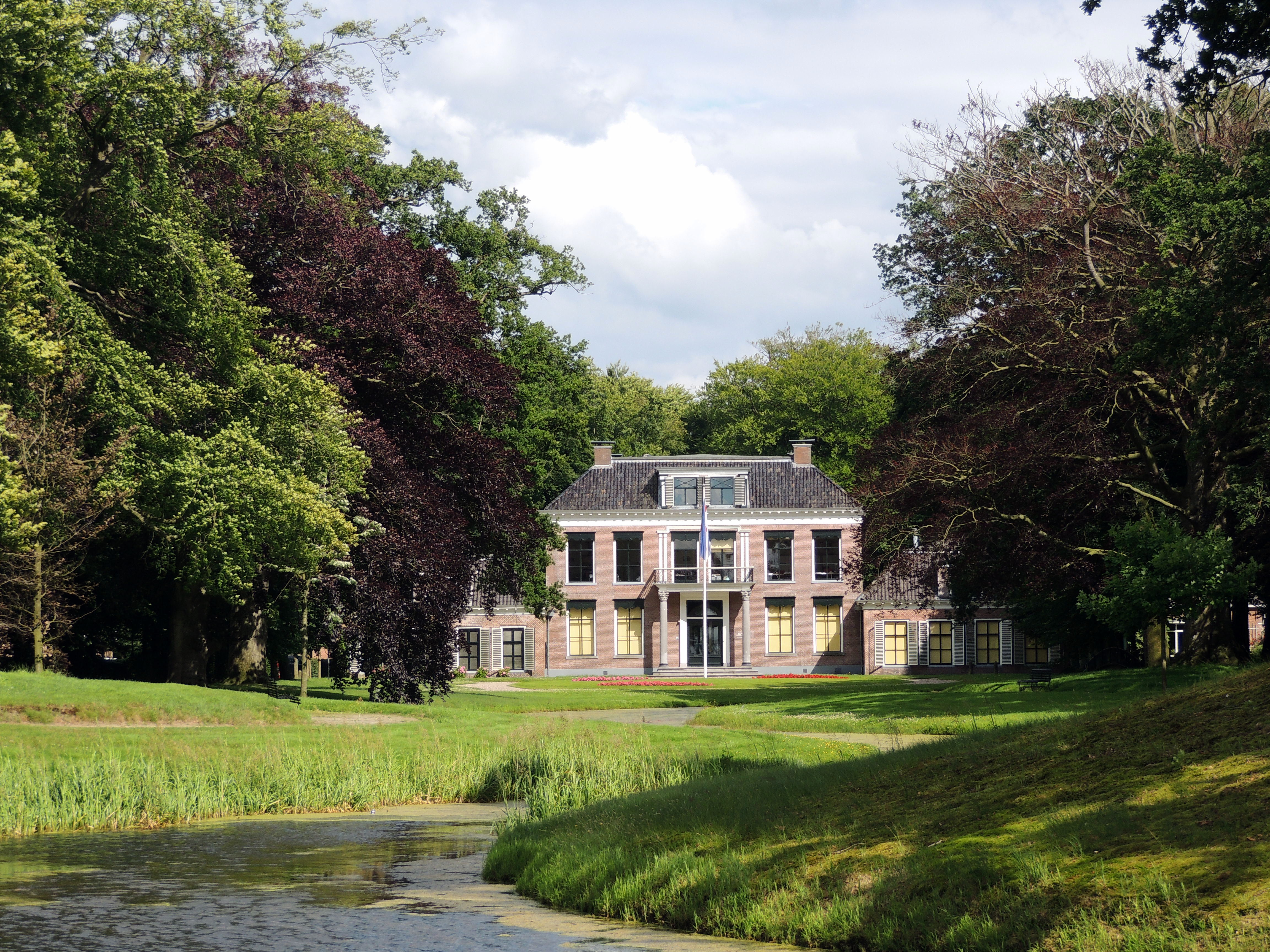
Stania State, Oenkerk
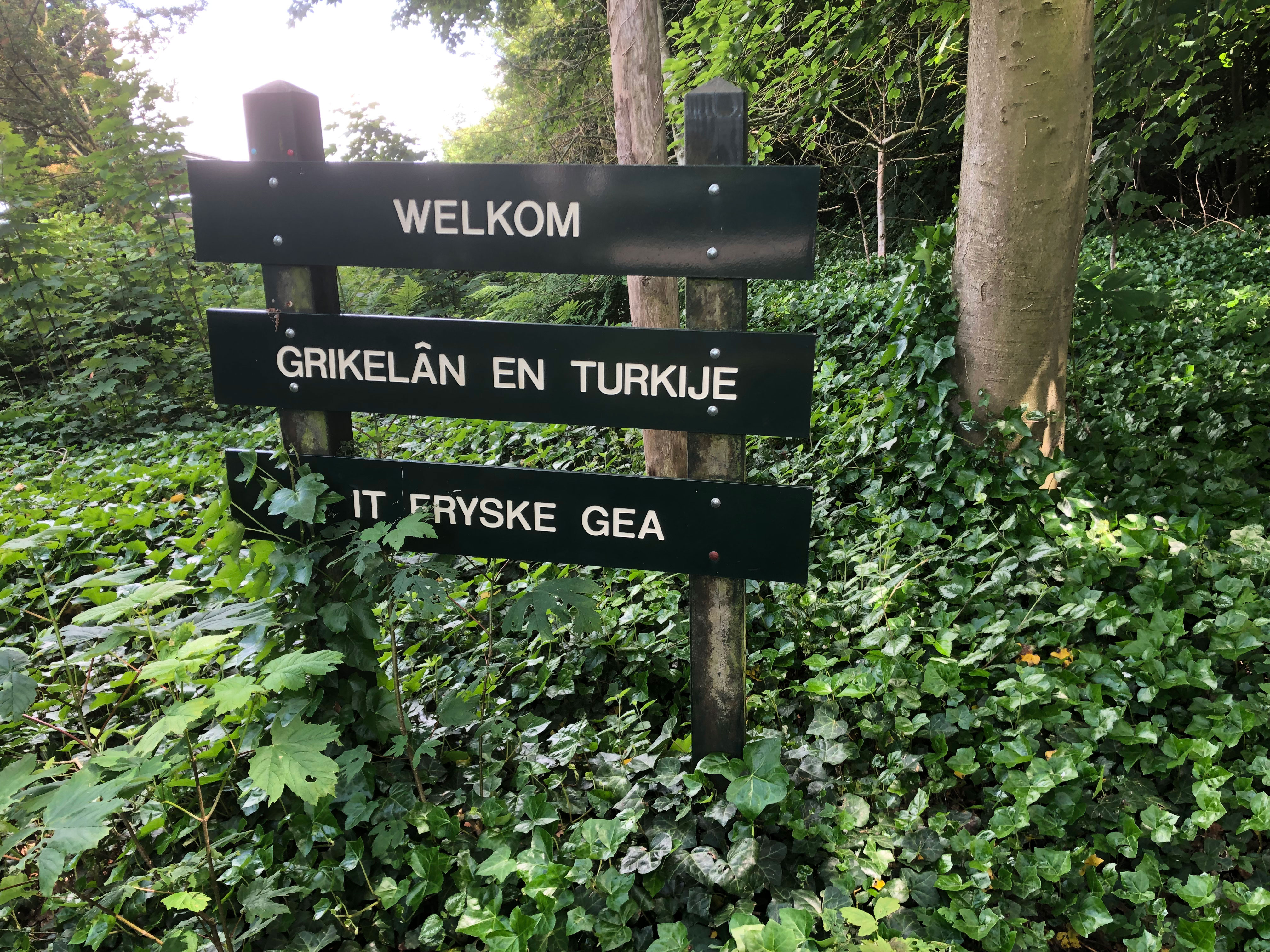
Natuurgebied Grikelân en Turkije, tussen Oenkerk en Oudkerk
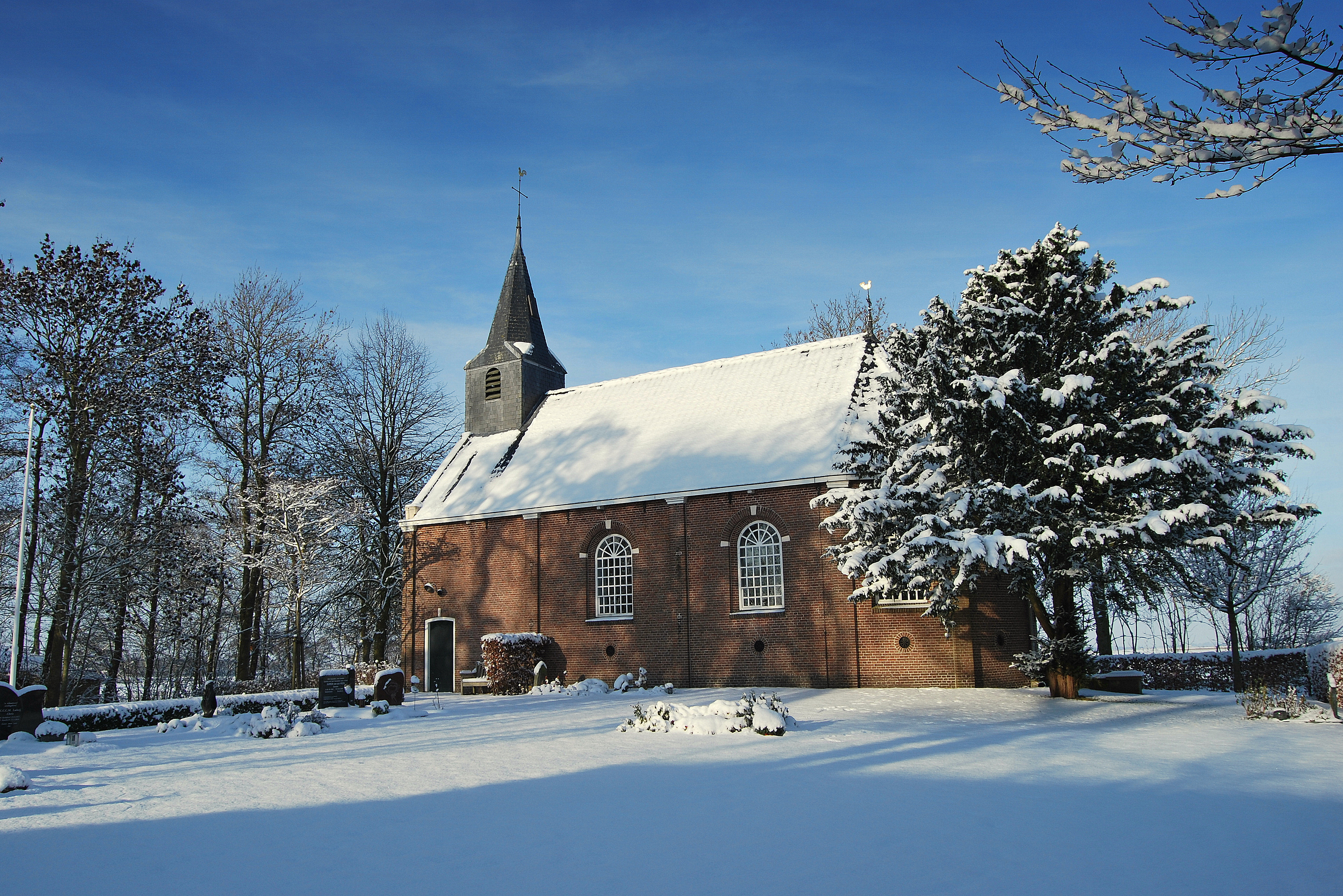
Roodkerk, kerk
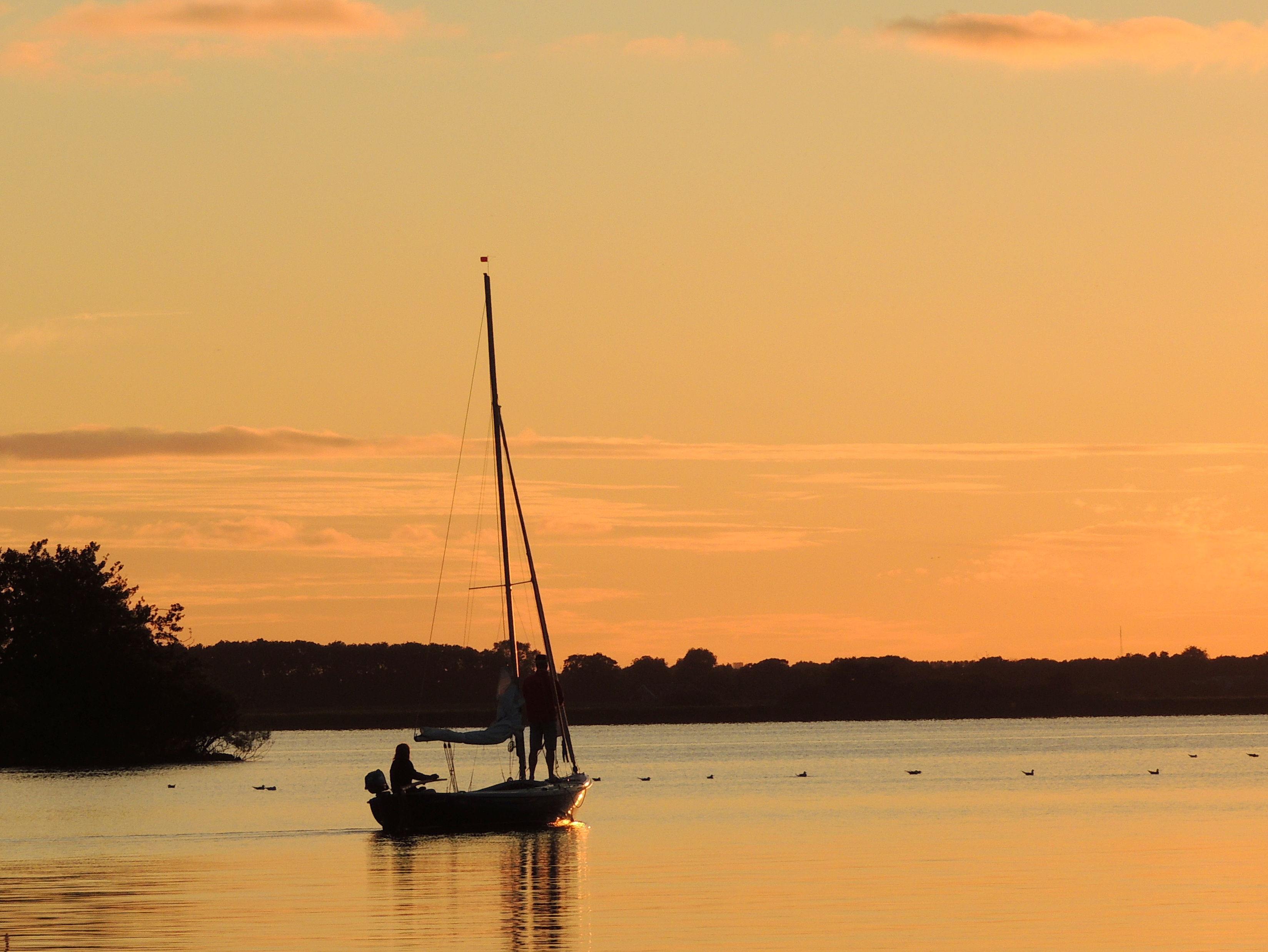
De Leijen bij Rottevalle
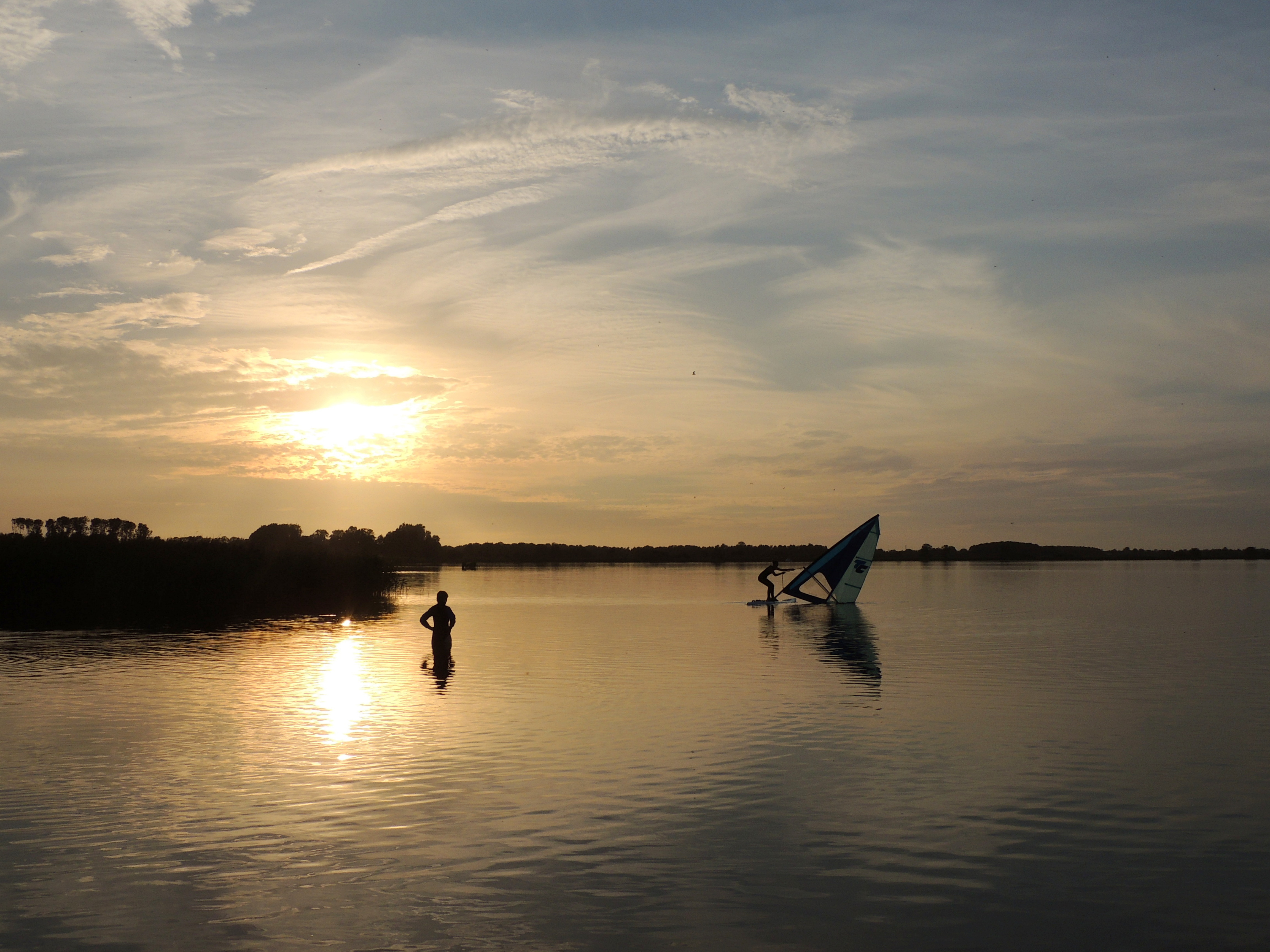
De Leijen bij De Tike
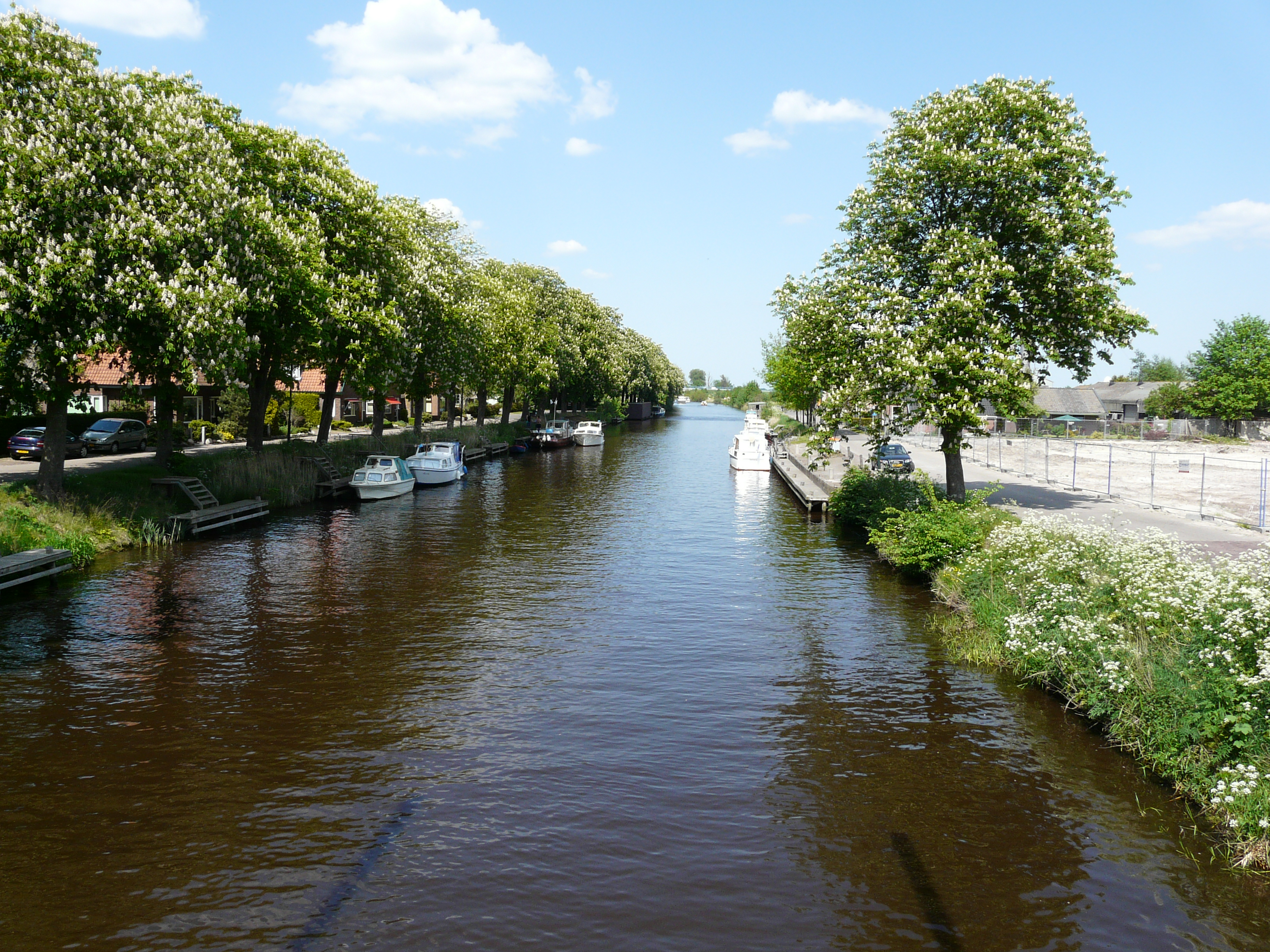
Peinderkanaal, Opeinde
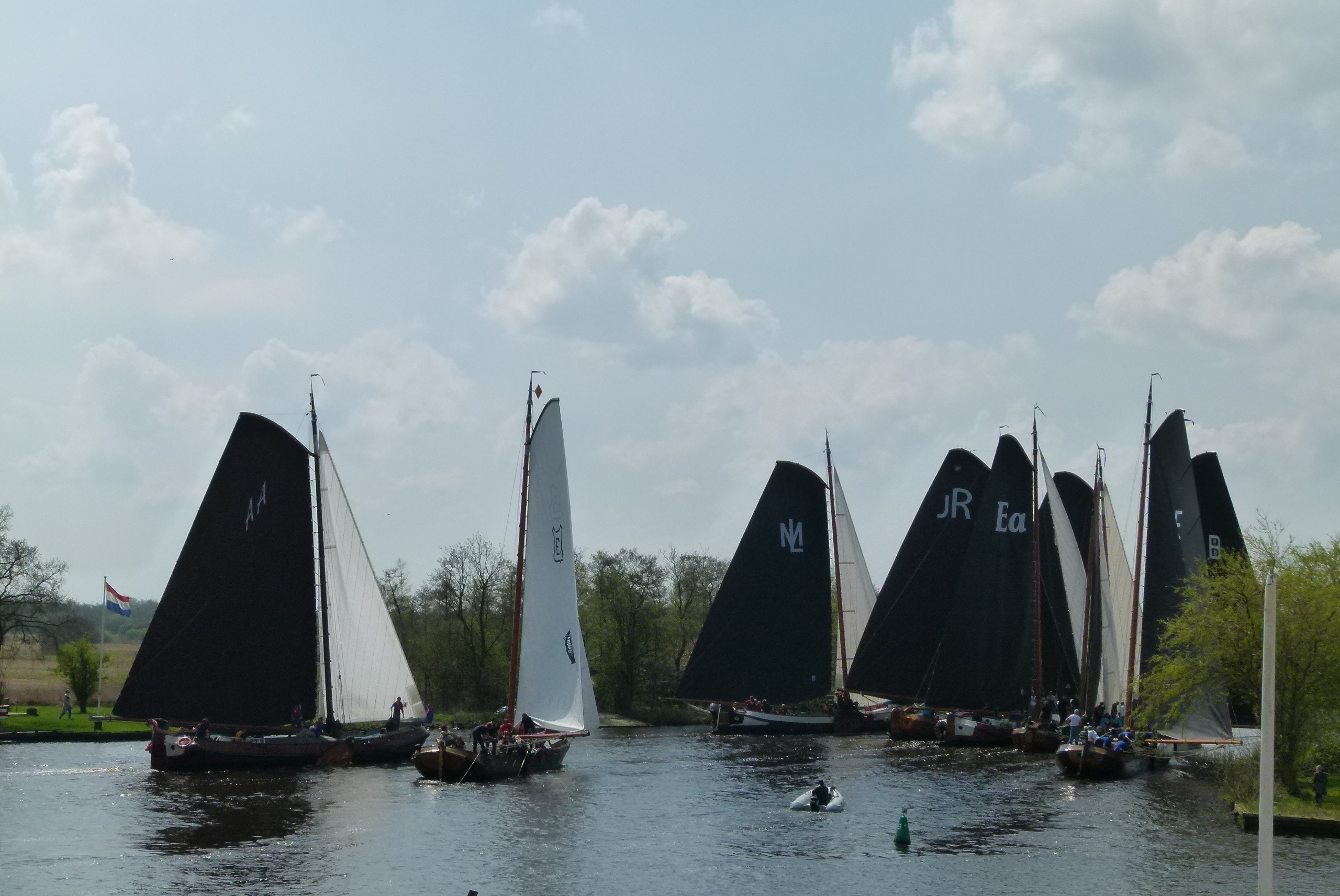
Skûtsjesilen bij Eernewoude